# Чалмерс, Кайл
Кайл Чалмерс (англ. Kyle Chalmers; род. 25 июня 1998, Порт-Линкольн, Южная Австралия) — австралийский пловец, обладатель 9 олимпийских наград, в том числе чемпион 2016 года на дистанции 100 метров вольным стилем, 6-кратный чемпион мира, трёхкратный чемпион мира на «короткой воде», 7-кратный чемпион Игр Содружества.

## Биография
Родился в спортивной семье — его отец Бретт Чалмерс был известным игроком в австралийский футбол. Кайл проходил обучение в Immanuel College в Южной Австралии.

## Карьера
Свои способности впервые продемонстрировал на чемпионате мира 2015 года, на котором выступил в двух дисциплинах — 4×100 метров вольным стилем и комбинированной эстафете 4×100 метров. В обоих видах программы выступал в утренних заплывах и выплывал из 48 секунд. Благодаря успешному выступлению его партнёров по команде Кайл стал серебряным призёром взрослого чемпионата мира. Через месяц, на юношеском первенстве мира в Сингапуре, выиграл три золотые и четыре серебряные медали, выиграв при этом две престижные дистанции — 50 и 100 м кролем.
В отборочных соревнованиях к Олимпийским играм 2016 года занял второе место на дистанции 100 метров вольным стилем, уступил только Кэмерону Макэвою, и тем самым квалифицировался на главный старт четырёхлетия. Олимпиада в Рио-де-Жанейро завершилась для 18-летнего пловца триумфом: в «кролевой» эстафете 4×100 м он стал бронзовым призёром, а через несколько дней стал олимпийским чемпионом на дистанции 100 м вольным стилем, улучшив результат до 47,58 с. На пути к финалу он последовательно улучшал результат, показанный на отборочном турнире: в предварительном раунде его время составило 47,90, в полуфиналах — 47,88. В последний день плавательной программы Олимпийских игр Кайл помог своей сборной встать на третью строчку пьедестала почёта в комбинированной эстафете.
На чемпионате мира 2019 года сначала помог своей сборной завоевать бронзовые медали в «кролевой» эстафете 4×100 м, а затем стал вице-чемпионом мира на дистанции 100 м вольным стилем, превзойдя свой личный рекорд (47,08), и в смешанной эстафете 4×100 м кролем. Через несколько дней Кайл впервые стал чемпионом мира, выиграв со своей командой чемпионский титул в эстафете 4×200 м вольным стилем.